# Lichtenbusch
Lichtenbusch is een plaats die zich aan weerszijden van de Duits-Belgische grens uitstrekt. 
De splitsing kwam tot stand in 1920 als gevolg van het Verdrag van Versailles (1919), toen een deel van Duitsland door België werd geannexeerd.
- Het Duitse deel ligt in de deelstaat Noordrijn-Westfalen, ten zuiden van de stad Aken. Het maakt sinds 1922 deel uit van deze gemeente, sinds 1972 als onderdeel van het Akense stadsdeel Kornelimünster/Walheim. Lichtenbusch ligt langs de BAB44.
- Het Belgische deel hoort tot de Duitstalige Gemeenschap in België en maakt sinds 1956 deel uit van de gemeente Raeren.

## Geografie en bijzonderheden
De aanwezigheid van de grens heeft Lichtenbusch altijd sterk beïnvloed. Grensposten waren zowel langs de Bundesstraße 258 als later langs de autosnelweg Aken–Luik te vinden, wat zorgde voor een constante fysieke scheiding tussen de twee landen. Tot het einde van de jaren '80 van de 20e eeuw was er sprake van koffietoerisme, waarbij grote groepen Duitsers naar België reisden om daar goedkope koffie en sigaretten te kopen. Dit grensverkeer zorgde voor een levendige grensgemeenschap, waarbij de wisselwerking tussen de twee landen duidelijk zichtbaar was.
Met de komst van de Schengen-overeenkomst werden de grensformaliteiten sterk versoepeld, wat Lichtenbusch transformeerde tot een grensdorp zonder serieuze grenscontrole. Tegenwoordig zijn er nauwelijks fysieke grensbarrières, hoewel er nog steeds steekproefcontroles kunnen plaatsvinden, wat de grensovergangen relatief snel maakt.
De gemeenschap in Lichtenbusch is sterk verbonden met zowel Duitse als Belgische bewoners, die deelnemen aan gezamenlijke gemeenschapsactiviteiten. Dit uit zich onder meer in de samenwerking op het gebied van onderwijs en religie.
Zo kunnen kinderen uit het Duitse Lichtenbusch in de gemeenteschool aan de Belgische zijde van het dorp terecht, mits zij een speciale toestemming verkrijgen van de Duitse onderwijsautoriteiten. 
Op religieus gebied heeft de grens ook zijn invloed. De Banneux-Kapelle, gelegen net over de grens in België, is een belangrijk symbolisch religieus monument. Het werd deels gefinancierd door een samenwerking tussen burgers uit beide landen, die geld bijeenbrachten door middel van zogenaamde "strafgelden" voor vloeken in de lokale kroeg. De kapel is een belangrijk grensoverschrijdend symbool van de gedeelde culturele en religieuze waarden van de twee gemeenschappen.
Deze grensoverschrijdende samenwerking wordt ook weerspiegeld in de vele verenigingen die actief zijn in Lichtenbusch, zoals de carnavalsverenigingen, de schuttersbroederschap en de lokale sportclubs.
In het Duitse deel werd in de jaren 1999-2000 een kleine woonwijk gebouwd.
In het Belgische deel bevinden zich de bronnen van de Geul.

### Nabijgelegen kernen
- Duitsland: Oberforstbach, Steinebrück, Schmithof, Schleckheim.
- België: Eynatten.

## Bezienswaardigheden
- Gut Hebscheid, een kasteelhoeve.
- De Christus onze Eenheidkerk, een modernistisch kerkgebouw.
- Naturschutzgebiet Freyenter Wald, een bosgebied met oude eiken, van 8 ha.
- Restanten van de Westwall, met onder meer tankversperringen.